# Ненни, Пьетро
Пье́тро Не́нни (итал. Pietro Nenni, 1891—1980) — итальянский политический и государственный деятель, журналист.

## Биография
Родился 9 февраля 1891 года в Фаэнце в бедной семье издольщиков. В 1908 году его приняли на работу на керамическую фабрику в Фаэнце, но через несколько месяцев уволили за участие в забастовке крестьян.
Политическую деятельность начал в Республиканской партии, возглавлял местную республиканскую газету в Форли, в то время как Бенито Муссолини — социалистическую (впоследствии последний перейдёт на правонационалистический фланг, став фашистом, тогда как Ненни, напротив, вступит в соцпартию). 
В 1911 году Ненни — секретарь Палаты труда в Форли. За организацию забастовки против войны Италии в Ливии в 1911—1912 годах был приговорён к году тюрьмы.
В июне 1914 года — один из руководителей Красной недели.
С началом Первой мировой войны был активным сторонником выступления Италии на стороне стран Антанты и ушёл на фронт добровольцем.
С 1921 года — член Итальянской социалистической партии (ИСП).
С 1922 года — редактор газеты Avanti!.
С приходом в Италии к власти фашистов эмигрировал.
С 1926 года жил во Франции.
В 1931—1939 годах — генеральный секретарь ИСП и член Исполкома Второго Интернационала, редактор газеты Nuovo Avanti!. С 30-х годов выступал за единство действий с коммунистами, в 1934 году подписал 1-й пакт о единстве действий с компартией.
В 1936—1938 годах (во время гражданской войны в Испании) — политкомиссар гарибальдийской Интернациональной бригады и представитель 2-го Интернационала в Испании.
В 1939 году, поддерживая объединение усилий социалистов и коммунистов в борьбе с фашизмом, вступил в Итальянский народный союз (Unione popolare italiana), где доминировали коммунисты. После подписания пакта Риббентропа-Молотова пытался добиться разрыва отношений социалистов с коммунистами, но остался в меньшинстве, и 28 августа 1939 года вышел из руководства партии. В июне 1940 года уехал из Парижа и поселился в Восточных Пиренеях, в Палальде. В 1941 году, после нападения Германии на СССР, вновь признал возможным антифашистский союз с коммунистами и в начале 1942 года занялся изданием газеты Nuovo Avanti!. В марте 1942 года был арестован полицией Виши и содержался в заключении в Кантале, откуда мог легко бежать в США, но остался во Франции, желая быть рядом с дочерью Витторией и зятем, которые в июле 1942 года попали в руки гестапо (Виттория впоследствии погибла в концлагере Освенцим). 8 февраля 1943 года был передан СС, доставлен в Париж и затем депортирован в Германию, но там, вместо заключения в концлагерь, был передан властям фашистской Италии, сославшим его на остров Понца в лагерь с относительно мягкими условиями содержания (сам Ненни приписывал перемену своей судьбы вмешательству Муссолини, с которым дружил в молодости). После падения фашистского режима освобождён и уже 4 августа 1943 года вернулся к активной политической деятельности в Риме.
1943—1944 и 1949—1963 годах — генеральный секретарь ИСП и директор Avanti!.
В 1945—1946 годах — заместитель председателя Совета Министров Италии и министр по делам Учредительного собрания.
В 1946—1947 годах — министр иностранных дел Италии.
В 1946—1948 годах — член Конституционной ассамблеи Италии. 26 июня 1947 баллотировался на пост президента Итальянской Республики, но получил всего 2 голоса.
В 1948—1958 годах — депутат Палаты депутатов Парламента Италии.
До 1956 года возглавляет левое крыло в ИСП.
В 1949—1952 годах возглавляет Итальянский комитет сторонников мира.
В 1950—1955 — вице-президент Всемирного Совета Мира.
1951 год — присуждена Международная Сталинская премия «За укрепление мира между народами».
В 1956—1957 годах, после хрущёвского разоблачения культа личности Сталина и венгерских событий, П. Ненни совершает резкий поворот, рвёт отношения с Движением сторонников мира и выступает одним из инициаторов в 1956 году разрыва пакта о единстве действий с коммунистами. Возглавляет в ИСП правое течение «автономистов».
В декабре 1963 года — входит в левоцентристское правительство христианского демократа Альдо Моро, получив портфель заместителя председателя Совета Министров.
Активно выступал за слияние ИСП с Социал-демократической партией, с октября 1966 года — председатель Объединённой социалистической и социал-демократической партии. После раскола в ИСП в июле 1969 года уходит со всех партийных постов.
С 1968 года — сенатор Италии.
1968—1969 — министр иностранных дел Италии.
С 1970 года являлся пожизненным сенатором Италии.
По внешнеполитическим взглядам был активным сторонником евроинтеграции, выступал за запрещение атомного оружия и много сделал для установления дипломатических отношений Италии с КНР.
Умер 1 января 1980 года в Риме.
В честь Пьетро Ненни назван мост через Тибр в Риме. В его честь выпущена почтовая марка Италии 1991 года.

## Сочинения
- Lo spettro del comunismo 1914—1921, Milano 1921
- Il delitto africano del fascismo, Parigi 1936
- La lutte de classes en Italia, Parigi 1930
- Pagine di diario, Milano 1947
- Da Quino Ispania, Roma 1961
- Spagna, Milano 1962
- Il socialismo nella democrazia, Firenze 1966
- Storia di quattro anni(1919—1922), Milano 1926.
- От Атлантического пакта к политике смягчения напряженности: (Статьи и речи по вопросам внешней политики Италии) : Сокр. пер. с итал. — Москва : Издательство иностранной литературы, 1955. — 335 с.
- Перспективы социализма после десталинизации = Le prospettive del socialismo dopo la destalinizzazione. — М. : Издательство иностранной литературы, 1963. — 90 с.